# Тібі (термін)

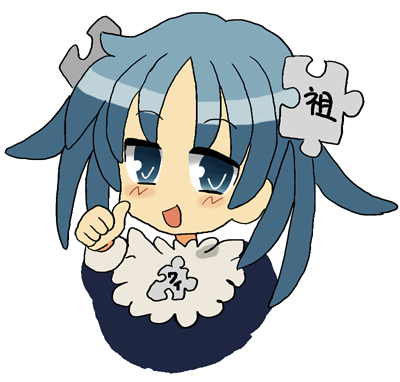
Вікіпе-чан намальована у Чібі-стилі

Тібі або Чібі (яп. ちび чи яп. 禿び, малюк, коротун) — стиль малювання аніме-персонажів з маленьким тілом і великою, практично рівною йому за розміром, головою. Цей стиль часто використовують в окремих епізодах для підкреслення комічності ситуації, але так само існує досить багато картин знятих повністю в чібі-стилі.

## Загальна характеристика
Зазвичай тібі-персонажі дуже милі (кавайні), говорять дитячим голосом і нерідко відрізняються вередливим або нервовим характером. Іншими помітними рисами тібі-стилю є величезні овальні очі персонажів, що займають більшу частину обличчя, а також схематично промальовані кінцівки. Пальці на руках зазвичай не зображають, це створює відчуття того, що персонаж носить рукавички, крім того, спрощенню піддають і ступні, на місці яких малюють клиноподібні елементи — продовження ніг.
У японській мові слово тібі означає маленьку людину або дитину. Може бути принизливим для молодих або невеликих людей. Близькими значеннями до цього слова є слова «коротун», «карлик», «ліліпут».
